# Etienne Thobois
Etienne Thobois (* 20. September 1967 in Amiens, Département Somme) ist ein französischer Badmintonspieler. 

## Karriere
Etienne Thobois nahm 1996 im Badmintonwettbewerb im Herreneinzel an den Olympischen Sommerspielen in Atlanta teil. Er verlor dabei gleich in Runde eins und wurde somit 33. in der Endabrechnung. Bereits 1991 hatte er sich seinen ersten Meistertitel in Frankreich erkämpft. 1993 und 1994 gewann er zwei weitere nationale Titel im Herreneinzel.

## Sportliche Erfolge
| Saison    | Veranstaltung              | Disziplin    | Platz | Name            |
| --------- | -------------------------- | ------------ | ----- | --------------- |
| 1990/1991 | Französische Meisterschaft | Herreneinzel | 1     | Etienne Thobois |
| 1992/1993 | Französische Meisterschaft | Herreneinzel | 1     | Etienne Thobois |
| 1993/1994 | Französische Meisterschaft | Herreneinzel | 1     | Etienne Thobois |
| 1996      | Olympische Sommerspiele    | Herreneinzel | 33    | Etienne Thobois |